# Alkifron
Alkifron byl starořecký sofista a nejvýznamnější z řeckých epistolografů. O jeho životě ani o době, v níž žil, nejsou žádné přímé informace. Pravděpodobně žil ve 2. století, v Attice.

## Životopis
Známý je především jako autor řeckých literárních dopisů, které jsou rozděleny na čtyři části podle fingovaných adresátů nebo autorů. Jsou to dopisy rybářů, venkovanů, příživníků a hetér.
Dopisy osvětlují soukromý život v Aténách, jaký se tam vedl ve 4. stol. př. n. l. Situace v dopisech obsažené jsou přebírány hlavně z komedie attické. Jazyk dopisů odpovídá zvoleným tématům.

## Dílo
První vydání Alkifronových dopisů je dílem italského tiskaře Alda Manutia v jeho sbírce řeckých epistolografů (Benátky, 1499). Toto vydání však obsahuje pouze ty dopisy, které v modernějších edicích tvoří první dvě knihy. Sedmdesát dva nových dopisů přidal z vídeňského a vatikánského rukopisu Stephan Bergler ve svém vydání (Lipsko, 1715) s poznámkami a latinským překladem. Těchto sedmdesát dva dopisů tvoří třetí knihu Berglerova vydání. J. A. Wagner ve svém vydání (Lipsko, 1798, 2. svazek) s Berglerovými poznámkami) přidal dva nové celé dopisy a fragmenty pěti dalších. Jeden dlouhý dopis, který ještě v 19. století nebyl v češtině vydán celý, existuje v několika pařížských rukopisech.

## Česká vydání
- O Alkifronovi a jeho epistolách; překlad vybraných epistol Alkifronových – přeložil Jan Ladislav Čapek. Jičín: vlastním nákladem, 1904[1]
- Glykerada a Menadros – in: 1000 nejkrásnějších novel... č. 46, úvod František Sekanina, přeložil Ferdinand Stiebitz (dle M. A. Scheperse, Rudolfa Herchera a Augusta Meineka). Praha: J. R. Vilímek, 1914
- Listy hetér a milovníků – přeložil Alois Žipek podle vydání M. A. Scheperse. Praha: Ostrov, 1926
- Hetéry a jejich svět – přeložil Ferdinand Stiebitz. Praha: Rudolf Škeřík, 1931